# لانگ دیستنس کالینگ (گروه موسیقی)

نشانه گروه موسیقی لانگ دیستنس کالینگ

لانگ دیستنس کالینگ (به انگلیسی: Long Distance Calling) یک گروه پست راک از مونستر آلمان است که در سال ۲۰۰۶ تشکیل شد. اکثر آهنگ‌های آنها سازهای توسعه یافته هستند.

## تاریخچه
در سال ۲۰۰۸، لانگ دیستنس کالینگ، در جشنواره‌های راک ام رینگ و راک آیم پارک و رودبرن اجرا کرد و در سال ۲۰۰۹ تور آلمان را برگزار کرد. در سال ۲۰۱۰، «لانگ دیستنس کالینگ» و گروه فنلاندی دث/دوم سوالو دِ سان در طول تور New Night Over Europe از کاتاتونیا حمایت کردند. آنها در تور اروپایی خود در سال ۲۰۱۲ از Protest the Hero حمایت کردند. پس از انتشار آلبوم بی‌حدومرز (به انگلیسی: Boundless)، گروه در تعدادی از جشنواره‌های تابستانی اروپایی، از جمله وکن اوپن ایر در سال ۲۰۱۸، به صورت زنده اجرا کرد.
تا سال ۲۰۲۲، لانگ دیستنس کالینگ، ۸ آلبوم کامل منتشر کرده‌است، از جمله:
- خلیج ماهواره‌ای (۲۰۰۷) (به انگلیسی: Satellite Bay)[۵][۶]
- از نور بپرهیز (۲۰۰۹) (به انگلیسی: Avoid the Light)[۷][۸][۹]
- لانگ دیستنس کالینگ (۲۰۱۱) (به انگلیسی: Long Distance Calling)[۱۰][۱۱][۱۲]
- سیل درون (۲۰۱۳) (به انگلیسی: The Flood Inside)
- شاهین‌شب (۲۰۱۴) (به انگلیسی: Nighthawk)
- بی‌حدومرز (۲۰۱۸) (به انگلیسی: Boundless)[۱۳]
- چگونه می‌خواهیم زندگی کنیم؟ (۲۰۲۰) (به انگلیسی: How Do We Want to Live?)[۱۴][۱۵][۱۶]
- پاک‌کن (۲۰۲۲) (به انگلیسی: Eraser)

این گروه همچنین دو دمو و/یا EPهای تقسیم شده را منتشر کرده‌است:
DMNSTRTN (۲۰۰۶) و ۰۹۰۲۰۸ (۲۰۰۸).
این گروه با خواننده‌های مهمان از جمله پیتر دولوینگ از گروه سوئدی دِ هانتِد (The Haunted) ("Built Without Hands" از خلیج ماهواره‌ای)، جان بوش از آرمورد سینت (انترکس سابق) ("میدلویل" از لانگ دیستنس کالینگ) و جوناس رنکسه از گروه متال سوئدی کاتاتونیا ("دِنیِرینگ گرِیو" در آلبوم «از نور بپرهیز») همکاری کرده‌است.

## اعضا

### اعضای کنونی
- دیوید جردن - گیتار
- یانوس راثمر - درامز
- فلوریان فونتمن - گیتار
- یان هافمن - باس

### اعضای گذشته
- پتر کارلسن - آواز
- مارتین فیشر – آواز و صدا

## دیسکوگرافی

### آلبوم‌های استودیویی
- ۲۰۰۷: خلیج ماهواره ای (ویوا هِیت/ کارگو رکوردز)
- ۲۰۰۹: از نور بپرهیز (سوپربال میوزیک / اس پ فاو)
- ۲۰۱۱: تماس از راه دور (سوپربال میوزیک / اس پ فاو)
- ۲۰۱۳: سیل درون (سوپربال میوزیک / اس پ فاو)
- ۲۰۱۶: سفرها (اینساید اوت)
- ۲۰۱۸: بی‌کران (اینساید اوت)
- ۲۰۲۰: چگونه می‌خواهیم زندگی کنیم؟ (اینساید اوت)
- ۲۰۲۲: پاک‌کن (ای‌یِر میوزیک)

### دموها و EPهای تقسیم شده
- 2006: DMNSTRTN (آلبوم نمایشی محدود)
- 2008: 090208 (Viva Hate/ Cargo Records, Split EP with Leech)
- 2014: Nighthawk (Avoid the Light Records)
- 2021: Ghost (Avoid the Light Records)

### تک آهنگ و موزیک ویدیو
- «جارن‌فنگ‌فلاگ» (۲۰۰۸)
- «به سیاهی کاملا باز» (۲۰۱۲)
- «پایان را بگو» (۲۰۱۳)
- «گریز» (۲۰۱۶)
- تروما (۲۰۱۶)
- «بیرون از اینجا» (۲۰۱۷)
- «صعود» (۲۰۱۸)
- «خطرات» (۲۰۲۰)
- «صداها» (۲۰۲۰)
- «مصونیت» (۲۰۲۰)
- «کامیلا» (۲۰۲۰)